# Султанпур
Султанпур (гінді सुल्तानपुर, урду سلطان پور) — місто у центральній частині штату Уттар-Прадеш, Індія. Є адміністративним центром однойменного округу.

## Історія
Султанпур був майже цілком зруйнований під час повстання сипаїв 1857 року.

## Географія
Місто розташовано на берегах річки Ґомті (притока Гангу).

## Демографія
Динаміка чисельності населення міста за роками:
| 1991   | 2001    | 2013    |
| ------ | ------- | ------- |
| 76 533 | 100 065 | 129 935 |